# Jacek Godek
Jacek Godek (ur. 18 stycznia 1958 w Sopocie) – polski aktor i tłumacz literatury islandzkiej.

## Życiorys
W latach 1969–1974 mieszkał w Islandii. Debiutował w teatrze w 1978, w 1980 ukończył Studium Aktorskie w Gdańsku. W latach 1978–1985 był aktorem Teatru Wybrzeże, w latach 1985-1987 Teatru Dramatycznego im. Aleksandra Węgierki w Białymstoku, w latach 1987-1997 ponownie w Teatrze Wybrzeże.
Jako tłumacz debiutował w wieku 16 lat, tłumacząc wiersze Jónasa Hallgrímssona. Przetłumaczył m.in. Wolność Lindy Vilhjálmsdóttir,  101 Reykjavik Hallgrimura Helgasona, Wyspę, Święte słowo i Ognie. Miłość i inne katastrofy Sigríđur Björnsdóttir, Wyspę diabła, Sztormowe ptaki, Ziemie przyobiecaną i Złotą wyspę Einara Kárasona, Skugga Baldur. Opowieść islandzką Sjóna, Miasteczko w Islandii Guðmundura Andri Thorssona, Pułapkę, Sieć i Klatkę Lilji Sigurðardóttir, Bliznę Auđur Avy Ólafsdóttir, Farmę Heidy i Kobiety z klasą Steinunn Sigurðardóttir, O czasie i wodzie i Historię błekitnej planety Andri Snæra Magnasona, Świerzb Fríðy Ísberg, Miłość - jeden kłębek nerwów. Żaden taniec pod Rybią Skałą Elísabet Jökulsdóttir, Smutek aniołów Jóna Kalmana Stefánssona, W moim wnętrzu pływa ryba Sigurbjörg Thrastardóttir, Magmę Thory Hjörleifsdóttir, powieści kryminalne Arnaldura Indriðasona, Stefána Máni, Yrsy Sigurðardóttir, Steinera Bragi, Viktora Arnara Ingólfssona, Árni Thórarinssona
W 2018 otrzymał nagrodę Europejski Poeta Wolności za tłumaczenie tomu Wolność Lindy Vilhjálmsdóttir, a w 2023 nagrodę Orðstír przyznawaną podczas Międzynarodowego Festiwalu Literackiego w Reykjavíku.